# Африканская партия независимости Гвинеи и Кабо-Верде
Африканская партия независимости Гвинеи и Кабо-Верде (ПАИГК) (порт. Partido Africano da Independência da Guiné e Cabo Verde, PAIGC) — левая политическая партия в Республике Гвинея-Бисау и до января 1981 года — в Республике Кабо-Верде (затем — Африканская партия независимости Кабо-Верде).

## История партии
В 1953 году после завершения образования в Португалии на родину вернулась группа молодых гвинейцев-асимиладуш (преимущественно — мулатов), среди них были Амилкар Кабрал и Г. Лабери, которые создали в городе Бисау тайную организацию — Движение за национальную независимость Гвинеи, которое объединило революционно настроенную интеллигенцию и городских рабочих из числа асимиладуш.
На основе этого движения 19 сентября 1956 года в городе Бисау вернувшийся из Анголы Амилкар Кабрал вместе со своим сводным братом Луишем Кабралом, Ариштидешом Перейрой, Фернанду Фортешем, Жулио Алмейдой и Элизем Турпином создали в Бисау подпольную революционно-националистическую Африканскую партию независимости (порт. Partido Africano da Independência, PAI), штаб-квартира и учебный центр которой находились в городе Конакри, столице соседней Республики Гвинея, бывшей уже с 1958 года независимым государством. Первым председателем партии стал Рафаэл Барбоза.
В 1960 году партия получила новое название — Африканская партия независимости Гвинеи и Кабо-Верде и её целью было объявлено достижение независимости португальской Гвинеи и островов Кабо-Верде (до 1986 года в отечественной литературе использовалось наименование «острова Зелёного Мыса»), создание из них единого государства, обеспечение его быстрого экономического и социального развития, укрепление национальной независимости и демократического строя, создание социалистического общества без эксплуатации.
В 1961 году было подписано соглашение о вхождении ПАИГК в состав Единого Фронта освобождения вместе с Фронтом освобождения и национальной независимости Гвинеи (ФЛИНГ; порт. Frente de Libertação e Independência Nacional da Guiné, FLING; создан в 1954 году, лидер — Э. Лопес да Силва), штаб-квартира которого находилась в Сенегале.
Однако, Единый Фронт просуществовал недолго и распался из-за противоречий между представителями народов фульбе, баланте и пепель, составлявших большинство ПАИГК, и представителями народа мандинка, составлявших большинство членов ФЛИНГ.

### Партия в борьбе за независимость
В 1960 году Амилкар Кабрал в Тунисе создал Африканский Революционный Фронт национальной независимости португальских колоний (порт. Frente Revolucionária Africana para a Independência Nacional das colonias portuguesas, FRAIN) в который вошли ПАИГК и Народное движение за освобождение Анголы (МПЛА). 18 апреля 1961 года в марокканском городе Касабланке ПАИГК, Народное движение за освобождение Анголы (МПЛА), Революционный Фронт освобождения Мозамбика (ФРЕЛИМО) и Движение за освобождение Сан-Томе и Принсипи (МЛСТП) создали Конференцию националистических организаций португальских колоний (порт. Conferência das Organizações Nacionalistas das Colónias Portuguesas, CONCP)
Действуя в условиях подполья, ПАИГК создала широкую сеть своих организаций в португальской Гвинее и на островах Кабо-Верде. В январе 1963 года ПАИГК начала в португальской Гвинее вооружённую борьбу за независимость, которую вели Революционные вооружённые силы народа  (ФАРП; порт. Forças Armadas Revolucionarias do Povo, FARP), созданные по образу и подобию ангольских ФАПЛА — Народных вооружённых сил освобождения Анголы (порт. Forças Armadas Populares de Libertação de Angola, FAPLA Народного движения за освобождение Анголы (МПЛА), с которым ПАИГК поддерживала тесные отношения.
После начала вооружённой борьбы снизилось и постепенно сошло на нет влияние Рафаэла Барбозы, выступавшего за методы мирного протеста. Стало бесспорным лидерство Амилкара Кабрала.
На островах Кабо-Верде идеи вооружённой борьбы против португальских властей не получили поддержки населения (свыше 60 % которого составляли мулаты) и отрядов ФАРП в Кабо-Верде не было.
На 1-м съезде ПАИГК в феврале 1964 года были приняты программа и устав партии, созданы её руководящие органы и приняты решения об образовании регулярной армии и народной милиции.
Вооружённые активисты партии проходили обучение в СССР в 165-м учебном центре по подготовке иностранных военнослужащих.
В ноябре 1972 года Совет Безопасности ООН признал ПАИГК единственным и подлинным представителем народов португальской Гвинеи и островов Кабо-Верде.
20 января 1973 года Амилкар Кабрал был убит в результате заговора португальских агентов и группы функционеров ПАИГК во главе с Мамаду Туре и Иносенсио Кани.
После провозглашения 24 сентября 1973 года независимости Республики Гвинея-Бисау ПАИГК стала правящей партией в этой стране (24 июня 1974 года все остальные политические партии и движения, включая Фронт борьбы за полную национальную независимость Гвинеи, были запрещены).
В апреле 1974 года после свержения правого режима в Португалии новое португальское правительство признало ПАИГК в качестве законного представителя населения Кабо-Верде и вступило с ней в переговоры, в ходе которых ПАИГК требовала одновременного признания Португалией независимости Республики Гвинея-Бисау и предоставления независимости Кабо-Верде. Португальская сторона была против выдвижения ПАИГК требований о предоставлении независимости Кабо-Верде, ссылаясь на то, что ПАИГК не представляет интересы большинства населения Кабо-Верде, что на территории Кабо-Верде не было освободительной войны и что большинство населения Кабо-Верде являются гражданами Португалии и предпочитают сохранить с ней отношения в форме автономии.
В ноябре 1974 года в Лиссабоне было подписано соглашение о провозглашении независимости страны и было сформировано переходное правительство, а 5 июля 1975 года была провозглашена независимость Республики Кабо-Верде.

### Правящая партия
В 1975—1980 годах ПАИГК являлась единственной правящей партией в Республике Гвинея-Бисау и в Республике Кабо-Верде, главной целью которой было провозглашено объединение Гвинеи-Бисау и Кабо-Верде в единое социалистическое государство.
ПАИГК объявила в Гвинее-Бисау и Кабо-Верде землю собственностью тех, кто её обрабатывает, начала реорганизацию сельского хозяйства, национализировала банки, ввела строгий контроль над внешней торговлей, осуществляла курс на ограничение деятельности иностранных компаний, проводила мероприятия в области здравоохранения и народного образования.
В ноябре 1977 года 3-й съезд ПАИГК провозгласил целью партии строительство «государства национальной революционной демократии, свободного от эксплуатации».
14 ноября 1980 года председатель Совета государственных комиссаров Республики Гвинея-Бисау Ж. Бернардо Виейра в ходе бескровного переворота отстранил от власти председателя Государственного Совета Республики Гвинея-Бисау Луиша Кабрала и других мулатов — выходцев с Кабо-Верде, которые были вынуждены покинуть Гвинею-Бисау.
В январе 1981 года в Республике Кабо-Верде ПАИГК была переименована в Африканскую партию независимости Кабо-Верде (ПАИКВ), генеральный секретарь Политбюро ЦК ПАИГК Аристидиш Перейра стал Генеральным секретарём ЦК Политбюро ПАИКВ.
В ноябре 1981 года в городе Бисау состоялся 1-й внеочередной съезд ПАИГК, который декларировал выход из единой с Кабо-Верде политической партии ПАИГК, прекращении полномочий её руководства в лице Ариштидиша Перейры на территории Гвинеи-Бисау, конституировал ПАИГК партией только Республики Гвинея-Бисау, подтвердил верность идеям А. Кабрала, утвердил программу и устав ПАИГК, из которых была изъята цель создания единого государства с Кабо-Верде. Съезд принял ряд документов, предусматривавших усиление роли партии и её сотрудничества с КПСС, коммунистическими и рабочими партиями других стран.

### Партия в многопартийной системе Республики Гвинея-Бисау
В январе 1991 года 2-й внеочередной съезд ПАИГК отменил 5-ю статью конституции Республики Гвинея-Бисау, которая утверждала руководящую и направляющую роль ПАИГК в государстве и обществе.
В декабре 1991 года 5-й съезд ПАИГК признал необходимым проведение политики демократизации и введения в Гвинее-Бисау многопартийности.
Первые многопартийные выборы президента и парламента состоялись в 1994 году.
В июне 1998 — мае 1999 в Гвинее-Бисау шла гражданская война, которая привела к свержению президента Ж. Б. Виейры.
На президентских выборах в январе 2000 года президентом Республики Гвинея-Бисау был избран лидер Партии социального обновления (порт. Partido para a Renovação Social, PRS) Кумба Йала (Kumba Ialá)
В сентябре 2003 года в результате военного переворота власть перешла к Военному комитету по восстановлению конституционного и демократического порядка во главе с начальником генерального штаба вооружённых сил Республики Гвинея-Бисау генералом В. Сеабра (Veríssimo Correia Seabra). Президентом Республики Гвинея-Бисау был назначен Энрико Перейра Роза (Henrique Pereira Rosa).
28 марта 2004 года состоялись выборы в Национальное Народное Собрание, большинство мест в котором получила ПАИГК, президент которой Карлош Жуниор в мае 2004 года стал премьер-министром правительства Республики Гвинея-Бисау.
На выборах в Национальную Народную Ассамблею, состоявшихся 16 ноября 2008 года, ПАИГК получила 67 мест из 100.
По результатам президентских выборов 2009 года президентом Республики Гвинея-Бисау был избран кандидат от ПАИГК Малам Бакай Санья (порт. Malam Bacai Sanhá).

## Структура партии
Высший орган партии — съезд. С 1964 года по настоящее время состоялось 6 очередных и 4 внеочередных съезда ПАИГК:
- 1-й съезд ПАИГК, 13—17 февраля 1964 года, Кассака («съезд четырёх»);
- 2-й съезд ПАИГК, 18—22 июля 1973 года, Фуламоре (первый съезд после гибели А. Кабрала);
- 3-й съезд ПАИГК, 15—20 сентября 1977 года, Бисау (первый съезд после независимости);
  - 1-й внеочередной съезд ПАИГК, 8—12 ноября 1981 года, Бисау (первый съезд после переворота 14 ноября 1980 года; ПАИГК провозглашена национальной партией только Республики Гвинея-Бисау);
- 4-й съезд ПАИГК, 9—14 октября 1986 года, Бисау (ПАИГК провозглашена единственной партией Гвинеи-Бисау, руководящей и организующей силой государства и общества);
  - 2-й внеочередной съезд ПАИГК, 20—25 января 1991 года, Бисау (отменена статья 5 конституции Республики Гвинея-Бисау о руководящей и направляющей роли ПАИГК в государстве и обществе);
- 5-й съезд ПАИГК, 15—20 декабря 1991 года, Бисау (принята политика демократизации и многопартийности);
- 6-й съезд ПАИГК, май 1998 года, Бисау (упразднена должность генерального секретаря ЦК; введена должность председателя ПАИГК;
  - 3-й внеочередной съезд ПАИГК, 2—6 сентября 1999 года, Бисау (упразднена должность председателя ПАИГК, установлены должности президента и четырёх вице-президентов ПАИГК);
  - 4-й внеочередной съезд ПАИГК, 30 января — 9 февраля 2002 года, Бисау (избрано современное руководство партии).

Между съездами партией руководили генеральные секретари ЦК Политического бюро ПАИГК, а с 1999 года — президенты ПАИГК.

### Генеральные секретари Политбюро ЦК ПАИГК
- сентябрь 1956 — июль 1973 — Амилкар Кабрал
- июль 1973 — ноябрь 1980 — Аристидиш Мария Перейра 
 (президент Республики Кабо-Верде с 5 июля 1975 года по 22 марта 1991 года)
- ноябрь 1981 — Жуан Бернарду «Нино» Виейра (порт. João Bernardo «Nino» Vieira)

### Председатель ПАИГК
- май 1998 — сентябрь 1999 — Жуан Бернарду «Ниньо» Виейра (порт. João Bernardo «Nino» Vieira)

### Президенты ПАИГК
- сентябрь 1999 года — февраль 2002 года — Франсишку Бенанте (Francisco Benante)
- С февраля 2002 года — Карлуш Гомеш Жуниор (Carlos Gomes Junior)

## Печатные органы партии
Газета «Но пинча» (No Pintcha)

Журнал «Милитанте» (O Militante)

## Символы партии

### Девиз партии
Первым девизом ПАИГК был: «Образование, труд, борьба» (порт. Estudo, trabalho, luta).
Действующим уставом ПАИГК установлен девиз: «Единство и борьба» (порт. Unidade e luta).

### Эмблема партии
В первой эмблеме ПАИГК изображалась открытая книга, горящий факел, чёрная пятиконечная звезда, морская раковина, аббревиатура названия партии и девиз «Образование, труд, борьба».
Действующим уставом ПАИГК установлена эмблема:

«Эмблема ПАИГК имеет в своей основе жёлтую раковину, которая с двух сторон обрамлена зелёными пальмовыми листьями, с надписью красным в верхней части „PAIGC“, и в нижней части, под чёрной звездой по бокам слова девиза „UNIDADE“ и „LUTA“».

### Флаг партии

Листовка партизан ФАРП, 1960-е годы

Вариант флага

Действующим уставом установлено описание флага:

«Флаг ПАИГК состоит из трёх прямоугольных поясов, из которых красный расположен вертикально, а два других — горизонтально последовательно, жёлтого и зелёного цвета, с чёрной красной звездой на красном поясе, под которой написана аббревиатура PAIGC».

В августе 1961 года ПАИГК утвердила партийный флаг панафриканских цветов. Его полотнище состоит из трёх полос — красной, жёлтой и зелёной. Красная полоса, ширина которой составляет 1/3 длины флага, расположена вертикально вдоль древкового края полотнища. Остальную часть полотнища составляют две горизонтальные равновеликие полосы: верхняя — жёлтая и нижняя — зелёная. На вертикальной оси красной полосы изображена большая чёрная пятиконечная звезда, как символ африканского континента и его чернокожего населения, его достоинства, свободы и мира. Красный цвет символизирует труд и кровь, пролитую в боях за свободу. Жёлтый символизирует достойную оплату труда и плоды урожая, необходимого для жизни населения. Зелёный олицетворяет природу страны и надежду на счастливое будущее. Отношение ширины флага к его длине — 1:2.
В 1960—1970 годах на флаге ПАИГК зачастую не было надписи или аббревиатура наносилась большими буквами на жёлтой полосе, как это изображено на листовке гвинейских повстанцев.